# Lutîșce, Ohtîrka
Lutîșce (în ucraineană Лутище) este localitatea de reședință a comunei Lutîșce din raionul Ohtîrka, regiunea Sumî, Ucraina.

## Demografie
Componența lingvistică a localității Lutîșce
     Ucraineană (95,68%)
     Rusă (4,32%)
Conform recensământului din 2001, majoritatea populației localității Lutîșce era vorbitoare de ucraineană (95,68%), existând în minoritate și vorbitori de rusă (4,32%).